# Willie Morgan
Pour les articles homonymes, voir William Morgan et Morgan.
William Morgan, couramment appelé Willie Morgan, est un footballeur international écossais, né le 2 octobre 1944, à Sauchie, Clackmannanshire. Il évolue au poste d'ailier et est principalement connu pour ses sept saisons à Manchester United.
Il compte 21 sélections pour un but inscrit en équipe d'Écosse.

## Biographie

### Carrière en club
Formé à Burnley, il joua son premier match en 1963 contre Sheffield Wednesday mais ne s'imposa véritablement dans l'équipe qu'en remplacement de John Connelly, transféré à Manchester United en 1964. Il inscrivit son premier but pour Burnley contre Manchester United dans une victoire mémorable 6-1 à Turf Moor.
Pendant l'été 1968, il fut transféré à Manchester United où il prit encore une fois la succession de John Connelly. Avec l'arrivée de Steve Coppell en 1975 qui jouait à son poste, il repartit à Burnley, avant de connaître aussi les clubs de Bolton Wanderers et de Blackpool, ainsi que quelques saisons estivales de la Ligue nord-américaine de football au Sting de Chicago et aux Minnesota Kicks.

### Carrière internationale
Willie Morgan reçoit 21 sélections en faveur de l'équipe d'Écosse (la première, le 21 octobre 1967, pour une défaite 0-1, à Windsor Park (Belfast), contre l'Irlande du Nord en éliminatoires de l'Euro 1968, la dernière le 22 juin 1974, pour un match nul 1-1, au Waldstadion (Francfort-sur-le-Main),  contre la Yougoslavie en Coupe du monde 1974). Il inscrit un but lors de ses 21 sélections.
Il participe avec l'Écosse à la Coupe du monde 1974, aux éliminatoires de la Coupe du monde 1974, aux éliminatoires de l'Euro 1968, aux British Home Championships de 1973 et 1974 et à la Coupe de l'Indépendance du Brésil.

#### Buts internationaux
| no | Date            | Lieu                       | Adversaire | Évolution | Score final | Compétition                       |
| -- | --------------- | -------------------------- | ---------- | --------- | ----------- | --------------------------------- |
| 1  | 18 octobre 1972 | Parken Stadium, Copenhague | Danemark   | 4-1       | 4-1         | Éliminatoires Coupe du monde 1974 |

## Palmarès
- Manchester United :
  - Champion de D2 anglaise en 1974-75

- Bolton Wanderers :
  - Champion de D2 anglaise en 1977-78

- Minnesota Kicks :
  - Champion de la Division Centrale (Conférence Nationale) en 1978 et 1979

- Sting de Chicago :
  - All-Star Honorable Mention 1977 (récompense individuelle)